# Rincón de Ballesteros
Rincón de Ballesteros es una pedanía del municipio español de Cáceres. El pueblo está situado a 39 kilómetros al sur de la ciudad, cerca del límite entre las provincias de Cáceres y Badajoz.

## Localización
Se ubica en la falda de la Sierra de San Pedro, en concreto, en un monte llamado La Perenguana.

## Historia
Fundado cerca de 1952 como pueblo de colonización para los numerosos braceros y yunteros en paro de los alrededores, en un latifundio de 2903 hectáreas de encinas, alcornoques y monte bajo que fue comprado por el Instituto Nacional de Colonización. Esta finca fue repartida entre 90 colonos de Alcuéscar, Cordobilla de Lácara, Carmonita, Valdefuentes, Albalá y una familia de Casas de Don Antonio. A cada uno le entregaron cinco parcelas de cinco hectáreas y una casa con anejos.

## Demografía
Sus datos de población han sido los siguientes:
- 2000: 182 habitantes.
- 2001: 177 habitantes.
- 2002: 164 habitantes.
- 2003: 165 habitantes.
- 2004: 158 habitantes.
- 2005: 158 habitantes.
- 2006: 153 habitantes.
- 2007: 149 habitantes.
- 2008: 137 habitantes.
- 2009: 141 habitantes.
- 2010: 132 habitantes.
- 2011: 132 habitantes.
- 2012: 142 habitantes.
- 2013: 135 habitantes.
- 2014: 133 habitantes.
- 2015: 130 habitantes.
- 2016: 131 habitantes.
- 2017: 125 habitantes.
- 2018: 122 habitantes.
- 2019: 112 habitantes.
- 2020: 109 habitantes.

## Economía
Su riqueza esta en la extracción de corcho, cría de guarros de bellota, así como en la organización de monterías de caza mayor y menor.
Como establecimientos de servicios únicamente tiene un bar y un comercio ubicados ambos en la plaza de España, también consta de un centro de interpretación medioambiental, construido recientemente en las antiguas escuelas y pendiente de inauguración.
Con un número fijo de casas desde la fundación del barrio, en los últimos años se ha procedido a la construcción por parte de la administración pública de 8 viviendas nuevas.

## Transportes
Los lunes, miércoles y viernes efectúa 2 viajes al día un microbús de busursa de la línea RB Cáceres-Rincón de Ballesteros, y tienen que ir como mínimo dos personas para que vaya al Rincón de Ballesteros.

## Servicios públicos

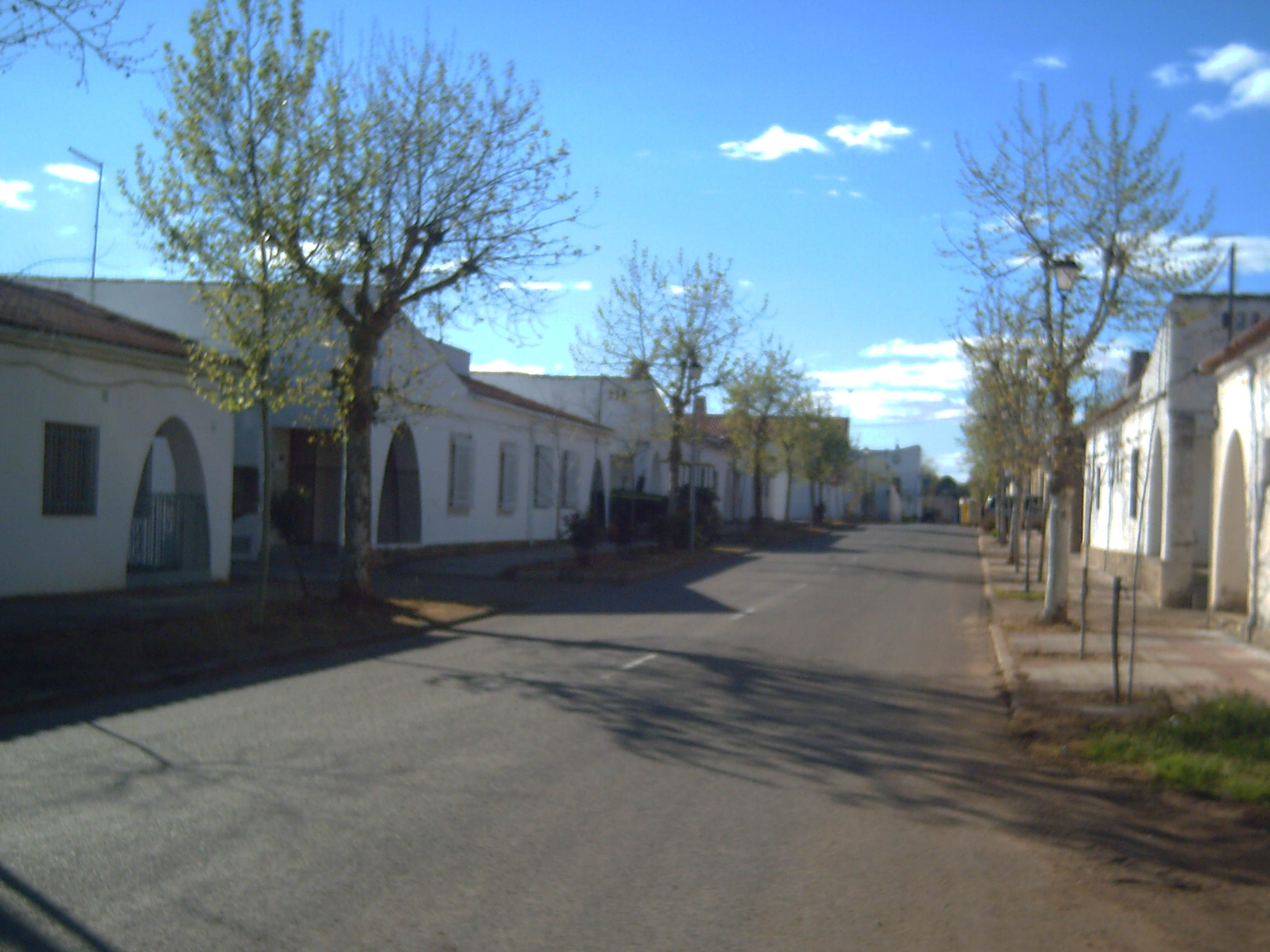
Paseo de los Conquistadores.

### Educación
Carece de centro educativo propio debido a la escasez de población en edad escolar, de manera que los niños del pueblo van al colegio de Aldea del Cano.

### Sanidad
Pertenece a la zona de salud de Alcuéscar dentro del área de salud de Cáceres y cuenta con un consultorio local en la calle Paseo de la Virgen y que solo van tres veces a la semana: lunes, miércoles y viernes.

## Patrimonio

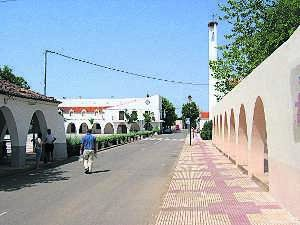
Plaza de España.

Iglesia parroquial católica bajo la advocación de la Virgen de Guadalupe, perteneciente a la diócesis de Coria-Cáceres. El templo se inauguró el 30 de junio de 1962.
La ermita de la Perenguana es una ermita construida en época moderna moderna con ladrillos y con puertas de hierro. Esta institución se encuentra en la Sierra de San Pedro, en la parte más cercana al Rincón de Ballesteros. Para acceder a la montaña donde se encuentra, se ha de atravesar un camino rural lleno de encinas y alcornoques, además se han de subir 205 escalones. La ermita recibe este nombre por la figura que protagoniza el interior, una virgen con un niño cogido que se denomina Virgen de la Perénguana.

## Festividades
Sus fiestas locales se celebran independientes de las de Cáceres, la romería es el segundo sábado de mayo, donde todos los rinconeros y la gente de fuera se van a celebrarla en el llamado "Rincón Viejo" a unos 2 km del pueblo. El patrón es San Isidro Labrador, celebrado el 15 de mayo, y la patrona Nuestra Señora de Guadalupe, el 8 de septiembre, día de la comunidad extremeña.

## Deporte
Las actividades a realizar en la zona son escalada deportiva y senderismo en cualquiera de los caminos que del pueblo parten.